# Renée Schuurman

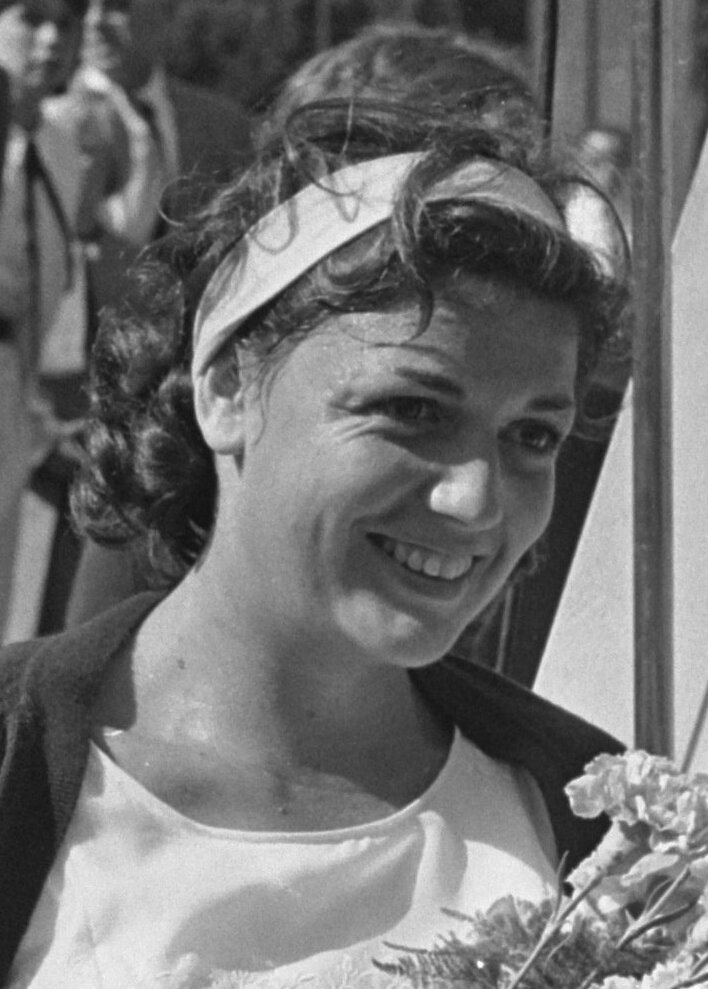
Renée Schuurman (1963)

Renée Schuurman Haygarth, född 26 oktober 1939 i Durban Natal, Sydafrika, död 2001, var en sydafrikansk högerhänt tennisspelare.

## Tenniskarriären
Renée Schuurman var dotter till en sydafrikansk basebollspelare och kom tidigt i kontakt med idrott. Som 13-åring blev hon juniormästare i tennis i Natal och 1955 vann hon både junior- och seniortitlarna där. Året därpå gjorde hon internationell debut tillsammans med landsmaninnan Sandra Reynolds Price. De båda reste runt till olika länder för att delta i tennisturneringar. Schuurmans genombrottsår blev 1959 när hon var 20 år, men redan 1957 hade spelarparet Schuurman/Reinolds nått semifinal i dubbel i Wimbledonmästerskapen. Schuurman kom att vinna sex Grand Slam (GS)-titlar under karriären, varav fyra dubbeltitlar tillsammans med Reinolds och en tillsammans med Ann Haydon Jones. Hon vann också en GS-titel i mixed dubbel. Hon spelade en GS-singelfinal.
Den första GS-titeln vann Schuurman/Reynolds 1959 i Australiska mästerskapen genom finalseger över Lorraine Coghlan/Mary Carter Reitano (7-5, 6-4). Samma år vann paret också dubbeltiteln i Franska mästerskapen (finalseger över Yola Ramirez/Rosie Reyes, 2-6, 6-0, 6-1). Säsongen 1960 vann de inga GS-titlar, men 1961 lyckades de två ta sin andra dubbeltitel i Franska mästerskapen (seger över Maria Bueno/Darlene Hard på walk-over). Säsongen därpå vann Schuurman/Reynolds åter dubbeltiteln i Franska mästerskapen, denna gång genom finalseger över Margaret Smith Court/Justina Bricka (6-4, 6-4). Sin sista GS-titel vann Schuurman tillsammans med Haydon Jones i 1963 års Franska mästerskap, den gången genom att i dubbelfinalen besegra Robyn Ebbern/Margaret Smith Court (7-5, 6-4). 
Renée Schuurman vann också en mixed dubbeltitel i Franska mästerskapen. Det var 1962 som hon spelade tillsammans med den 14 år äldre australiske spelaren Robert Howe. Paret nådde finalen där de besegrade Lesley Turner Bowrey/Fred Stolle med 3-6, 6-4, 6-4.

## Grand Slam-titlar
- Australiska mästerskapen
  - Dubbel - 1959
- Franska mästerskapen
  - Dubbel - 1959, 1961, 1962, 1963
  - Mixed dubbel - 1962